# Paweł Poljański
Paweł Poljański (Wejherowo, 5 juni 1990) is een voormalig Pools wielrenner.
In zijn eerste jaar als prof nam hij, namens Tinkoff-Saxo, deel aan zijn eerste Grote Ronde, namelijk de Ronde van Italië 2014.

## Palmares

### Overwinningen
2011
3e etappe Carpathia Couriers Paths
2012
 Pools kampioen op de weg, Beloften
GP Ezio del Rosso

### Resultaten in voornaamste wedstrijden
| Jaar | Ronde van Italië | Ronde van Frankrijk | Ronde van Spanje |
| ---- | ---------------- | ------------------- | ---------------- |
| 2014 | 50e              |                     |                  |
| 2015 |                  |                     | 35e              |
| 2016 | 35e              |                     |                  |
| 2017 |                  | 80e                 | 67e              |
| 2018 |                  | 94e                 |                  |
| 2019 | 89e              |                     | 57e              |
| 2020 | 67e              |                     |                  |

| Jaar | Luik-Bast.‑Luik | Ronde van Lombardije | Waalse Pijl |  | WK op de weg |  | Wereldranglijsten |
| ---- | --------------- | -------------------- | ----------- |  | ------------ |  | ----------------- |
| 2014 |                 |                      |             |  | opgave       |  |                   |
| 2015 | opgave          | opgave               |             |  |              |  |                   |
| 2016 | 108e            | opgave               | 93e         |  |              |  |                   |
| 2017 | 70e             | 77e                  |             |  | 82e          |  | 165e (UWT)        |
| 2018 |                 | opgave               | opgave      |  |              |  |                   |
| 2019 |                 |                      |             |  | opgave       |  |                   |
| 2020 |                 | opgave               |             |  |              |  |                   |

### Resultaten in kleinere rondes
| Jaar | Parijs-Nice | Tirreno-Adriatico | Ronde van Catalonië | Ronde van het Baskenland | Ronde van Romandië | Critérium du Dauphiné | Ronde van Polen |
| ---- | ----------- | ----------------- | ------------------- | ------------------------ | ------------------ | --------------------- | --------------- |
| 2014 |             |                   | opgave              |                          | 54e                |                       | 44e             |
| 2015 | 77e         |                   |                     | 35e                      | 39e                | 28e                   | 53e             |
| 2016 | 43e         |                   | opgave              |                          | 20e                |                       |                 |
| 2017 |             | 45e               | 62e                 |                          | 46e                |                       |                 |
| 2018 | 29e         |                   | 59e                 |                          | 55e                |                       |                 |
| 2019 | 47e         |                   |                     | 76e                      |                    |                       | 54e             |
| 2020 |             | 50e               |                     |                          |                    |                       |                 |

## Ploegen
- 2013 –  Team Saxo-Tinkoff (stagiair vanaf 1 augustus)
- 2014 –  Tinkoff-Saxo
- 2015 –  Tinkoff-Saxo
- 2016 –  Tinkoff
- 2017 –  BORA-hansgrohe
- 2018 –  BORA-hansgrohe
- 2019 –  BORA-hansgrohe
- 2020 –  BORA-hansgrohe